# 1298 Nocturna
Nocturna (asteróide 1298) é um asteróide da cintura principal com um diâmetro de 40,04 quilómetros, a 2,6401352 UA. Possui uma excentricidade de 0,1541222 e um período orbital de 2 014,04 dias (5,52 anos).
Nocturna tem uma velocidade orbital média de 16,85906485 km/s e uma inclinação de 5,49624º.
Esse asteróide foi descoberto em 7 de Janeiro de 1934 por Karl Reinmuth.